# Daddy Sang Bass
Singles de Johnny Cash
Folsom Prison Blues
(1968) A Boy Named Sue
(1969)
Daddy Sang Bass est une chanson écrite par Carl Perkins et originellement enregistrée par le chanteur américain Johnny Cash.
Sortie en single chez Columbia Records en novembre 1968 (Columbia 4-44689, avec He Turned the Water Into Wine sur l'autre face),,, cette chanson a passé huit semaines à la 1re place du classement country « Hot Country Singles » du magazine musical Billboard et a atteint la 42e place du classement pop de Billboard (Billboard Hot 100).
La chanson sera aussi incluse dans le trentième album studio de Johnny Cash, The Holy Land, publié en 1969.

## Classements
| Classement (1968—1969)      | Meilleure position |
| --------------------------- | ------------------ |
| États-Unis (Country Songs)  | 1                  |
| États-Unis (Hot 100)        | 42                 |
| Canada (RPM Country Tracks) | 1                  |
| Canada (RPM Top Singles)    | 49                 |